# Stara Wieś (Siedliszcze)
Stara Wieś – część wsi Siedliszcze w Polsce, położona w województwie lubelskim, w powiecie włodawskim, w gminie Wola Uhruska. 
W latach 1975–1998 Stara Wieś administracyjnie należała do województwa chełmskiego.